# فرودگاه ونتای
فرودگاه ونتای (به انگلیسی: Venetie Airport) یک فرودگاه همگانی مسافربری با کد یاتا VEE است که یک باند فرود شن و خاک دارد و طول باند آن ۱۲۱۹ متر است. این فرودگاه در کشور ایالات متحده آمریکا قرار دارد و در ارتفاع ۱۷۵ متری از سطح دریا واقع شده است.